# Deutscher Tourenwagen Cup 2016
La stagione 2016 della Deutscher Tourenwagen Cup è stata la ventunesima edizione del campionato organizzato dalla B-Marketing GmbH, la prima dalla rinominazione delle ADAC Procar Series. È iniziata il 16 aprile a Oschersleben ed è terminata il 9 ottobre a Spa-Francorchamps.

## Piloti e scuderie
| Classe Superproduction | Classe Superproduction | Classe Superproduction | Classe Superproduction | Classe Superproduction |
| Scuderia               | Vettura                | #                      | Pilota                 | Gare                   |
| ---------------------- | ---------------------- | ---------------------- | ---------------------- | ---------------------- |
| Team Dombek            | Mini John Cooper Works | 1                      | Fredrik Lestrup        | 1-4                    |
| Wolf Racing            | Ford Fiesta ST         | 3                      | Heiko Hammel           | 1-8                    |
| BASTUCK Motorsport     | Kia Pro Cee'd GT/R     | 4                      | Bernhard Wagner        | 5-8                    |
| BASTUCK Motorsport     | Kia Pro Cee'd GT/R     | 5                      | Alexander Rambow       | 1-8                    |
| BASTUCK Motorsport     | Kia Pro Cee'd GT/R     | 22                     | Thomas Winkelhock      | 4                      |
| BASTUCK Motorsport     | Ford Fiesta ST         | 6                      | Christian Schmitz      | 1                      |
| BASTUCK Motorsport     | Ford Fiesta ST         | 14                     | Steve Kirsch           | 3                      |
| BASTUCK Motorsport     | Ford Fiesta ST         | 15                     | Michael Bräutigam      | 2                      |
| Vuković Motorsport     | Audi A3 Sedan          | 7                      | Milenko Vuković        | 1-8                    |
| Vuković Motorsport     | Audi A3 Sedan          | 8                      | Franjo Kovac           | 1-8                    |
| Vuković Motorsport     | Renault Clio RS        | 9                      | Tomáš Pekar            | 6-8                    |
| Caisley AEG ID         | Mini John Cooper Works | 17                     | Reinhard Nehls         | 1-7                    |
| Caisley AEG ID         | Mini John Cooper Works | 18                     | Kai Jordan             | 1-2                    |
| Classe Production 1    |                        |                        |                        |                        |
| Scuderia               | Vettura                | #                      | Pilota                 | Gare                   |
| IMC Motorsport         | Mini John Cooper Works | 33                     | Victoria Fross         | 1-8                    |
| IMC Motorsport         | Mini John Cooper Works | 41                     | Markus Spitzenberger   | 1-2                    |
| IMC Motorsport         | Mini John Cooper Works | 50                     | Jeremy Krüger          | 5                      |
| IMC Motorsport         | Mini John Cooper Works | 90                     | Dominique Schaak       | 1-5                    |
| Mini Racing Team       | Mini John Cooper Works | 44                     | Dirk Lauth             | 1-8                    |
| JAS Rennsport          | Citroën DS3            | 46                     | Alf Ahrens             | 1-2                    |
| Glatzel Racing         | Ford Fiesta ST         | 79                     | Ronny Reinsberger      | 1-2, 4, 6-8            |
| Glatzel Racing         | Ford Fiesta ST         | 82                     | Steffen Schwan         | 1-3, 5-8               |
| Glatzel Racing         | Ford Fiesta ST         | 83                     | Ralf Glatzel           | 1-8                    |
| Caisley AEG ID         | Mini John Cooper Works | 81                     | Cora Schumacher        | 5-7                    |
| Classe Production 2    |                        |                        |                        |                        |
| Scuderia               | Vettura                | #                      | Pilota                 | Gare                   |
| Konrad Motorsport      | Volkswagen Scirocco R  | 92                     | Heiko Fulsche          | 1-2, 4, 6-7            |
| Konrad Motorsport      | Volkswagen Scirocco R  | 97                     | Pavel Lefterov         | 4-8                    |
| HTF Motorsport         | Volkswagen Scirocco R  | 93                     | Thomas Mühlenz         | 1                      |
| HTF Motorsport         | Volkswagen Scirocco R  | 94                     | Thomas Fulsche         | 1, 4-5                 |
| HTF Motorsport         | Volkswagen Scirocco R  | 95                     | Kevin Metzner          | 1-2                    |
| HTF Motorsport         | Volkswagen Scirocco R  | 98                     | John Kevin Grams       | 7                      |
| HTF Motorsport         | Volkswagen Scirocco R  | 99                     | Matthias Meyer         | 5-6                    |

## Calendario
| Gara | Gara | Circuito                      | Data         |
| ---- | ---- | ----------------------------- | ------------ |
| 1    | G1   | Motorsport Arena Oschersleben | 16 aprile    |
| 1    | G2   | Motorsport Arena Oschersleben | 17 aprile    |
| 2    | G3   | Sachsenring                   | 30 aprile    |
| 2    | G4   | Sachsenring                   | 1º maggio    |
| 3    | G5   | Circuito di Zandvoort         | 14 maggio    |
| 3    | G6   | Circuito di Zandvoort         | 15 maggio    |
| 4    | G7   | Motorsport Arena Oschersleben | 18 giugno    |
| 4    | G8   | Motorsport Arena Oschersleben | 19 giugno    |
| 5    | G9   | Red Bull Ring                 | 23 luglio    |
| 5    | G10  | Red Bull Ring                 | 24 luglio    |
| 6    | G11  | Nürburgring                   | 6 agosto     |
| 6    | G12  | Nürburgring                   | 7 agosto     |
| 7    | G13  | Circuito di Zolder            | 17 settembre |
| 7    | G14  | Circuito di Zolder            | 18 settembre |
| 8    | G15  | Circuito di Spa-Francorchamps | 8 ottobre    |
| 8    | G16  | Circuito di Spa-Francorchamps | 9 ottobre    |

## Risultati e classifiche

### Gare
| Gara | Circuito          | Pole position   | Giro veloce     | Pilota vincitore | Scuderia vincitrice   |
| ---- | ----------------- | --------------- | --------------- | ---------------- | --------------------- |
| 1    | Oschersleben      | Heiko Hammel    | Fredrik Lestrup | Fredrik Lestrup  | Besaplast Team Dombek |
| 2    | Oschersleben      |                 | Fredrik Lestrup | Fredrik Lestrup  | Team Dombek           |
| 3    | Sachsenring       | Heiko Hammel    | Milenko Vuković | Heiko Hammel     | Wolf Racing           |
| 4    | Sachsenring       |                 | Fredrik Lestrup | Fredrik Lestrup  | Team Dombek           |
| 5    | Zandvoort         | Fredrik Lestrup | Fredrik Lestrup | Fredrik Lestrup  | Team Dombek           |
| 6    | Zandvoort         |                 | Heiko Hammel    | Heiko Hammel     | Wolf Racing           |
| 7    | Oschersleben      | Heiko Hammel    | Heiko Hammel    | Heiko Hammel     | Wolf Racing           |
| 8    | Oschersleben      |                 | Heiko Hammel    | Heiko Hammel     | Wolf Racing           |
| 9    | Red Bull Ring     | Pavel Lefterov  | Milenko Vuković | Milenko Vuković  | Vuković Motorsport    |
| 10   | Red Bull Ring     |                 | Franjo Kovac    | Franjo Kovac     | Vuković Motorsport    |
| 11   | Nürburgring       | Milenko Vuković | Milenko Vuković | Milenko Vuković  | Vuković Motorsport    |
| 12   | Nürburgring       |                 | Milenko Vuković | Milenko Vuković  | Vuković Motorsport    |
| 13   | Zolder            | Heiko Hammel    | Milenko Vuković | Milenko Vuković  | Vuković Motorsport    |
| 14   | Zolder            |                 | Heiko Hammel    | Milenko Vuković  | Vuković Motorsport    |
| 15   | Spa-Francorchamps | Heiko Hammel    | Milenko Vuković | Milenko Vuković  | Vuković Motorsport    |
| 16   | Spa-Francorchamps |                 | Milenko Vuković | Milenko Vuković  | Vuković Motorsport    |

### Classifiche

#### Classifiche piloti
| Pos.                   | Pilota                 | OSC                    | OSC                    | SAC                    | SAC                    | ZAN                    | ZAN                    | OSC                    | OSC                    | RBR                    | RBR                    | NÜR                    | NÜR                    | ZOL                    | ZOL                    | SPA                    | SPA                    | Punti                  |
| Classe Superproduction | Classe Superproduction | Classe Superproduction | Classe Superproduction | Classe Superproduction | Classe Superproduction | Classe Superproduction | Classe Superproduction | Classe Superproduction | Classe Superproduction | Classe Superproduction | Classe Superproduction | Classe Superproduction | Classe Superproduction | Classe Superproduction | Classe Superproduction | Classe Superproduction | Classe Superproduction | Classe Superproduction |
| ---------------------- | ---------------------- | ---------------------- | ---------------------- | ---------------------- | ---------------------- | ---------------------- | ---------------------- | ---------------------- | ---------------------- | ---------------------- | ---------------------- | ---------------------- | ---------------------- | ---------------------- | ---------------------- | ---------------------- | ---------------------- | ---------------------- |
| 1                      | Milenko Vuković        |                        |                        |                        |                        |                        |                        |                        |                        |                        |                        |                        |                        |                        |                        |                        |                        | 136                    |
| 2                      | Heiko Hammel           |                        |                        |                        |                        |                        |                        |                        |                        |                        |                        |                        |                        |                        |                        |                        |                        | 132                    |
| 3                      | Franjo Kovac           |                        |                        |                        |                        |                        |                        |                        |                        |                        |                        |                        |                        |                        |                        |                        |                        | 77                     |
| 4                      | Fredrik Lestrup        |                        |                        |                        |                        |                        |                        |                        |                        |                        |                        |                        |                        |                        |                        |                        |                        | 50                     |
| 5                      | Alexander Rambow       |                        |                        |                        |                        |                        |                        |                        |                        |                        |                        |                        |                        |                        |                        |                        |                        | 45                     |
| 6                      | Reinhard Nehls         |                        |                        |                        |                        |                        |                        |                        |                        |                        |                        |                        |                        |                        |                        |                        |                        | 41                     |
| 7                      | Bernhard Wagner        |                        |                        |                        |                        |                        |                        |                        |                        |                        |                        |                        |                        |                        |                        |                        |                        | 28                     |
| 8                      | Tomáš Pekar            |                        |                        |                        |                        |                        |                        |                        |                        |                        |                        |                        |                        |                        |                        |                        |                        | 23                     |
| 9                      | Kai Jordan             |                        |                        |                        |                        |                        |                        |                        |                        |                        |                        |                        |                        |                        |                        |                        |                        | 16                     |
| 10                     | Steve Kirsch           |                        |                        |                        |                        |                        |                        |                        |                        |                        |                        |                        |                        |                        |                        |                        |                        | 10                     |
| 11                     | Thomas Winkelhock      |                        |                        |                        |                        |                        |                        |                        |                        |                        |                        |                        |                        |                        |                        |                        |                        | 6                      |
| 12                     | Michael Bräutigam      |                        |                        |                        |                        |                        |                        |                        |                        |                        |                        |                        |                        |                        |                        |                        |                        | 2                      |
| 13                     | Christian Schmitz      |                        |                        |                        |                        |                        |                        |                        |                        |                        |                        |                        |                        |                        |                        |                        |                        | 1                      |
| Classe Production 1    |                        |                        |                        |                        |                        |                        |                        |                        |                        |                        |                        |                        |                        |                        |                        |                        |                        |                        |
| 1                      | Dirk Lauth             |                        |                        |                        |                        |                        |                        |                        |                        |                        |                        |                        |                        |                        |                        |                        |                        | 134                    |
| 2                      | Victoria Fross         |                        |                        |                        |                        |                        |                        |                        |                        |                        |                        |                        |                        |                        |                        |                        |                        | 112                    |
| 3                      | Ralf Glatzel           |                        |                        |                        |                        |                        |                        |                        |                        |                        |                        |                        |                        |                        |                        |                        |                        | 111                    |
| 4                      | Dominique Schaak       |                        |                        |                        |                        |                        |                        |                        |                        |                        |                        |                        |                        |                        |                        |                        |                        | 64                     |
| 5                      | Ronny Reinsberger      |                        |                        |                        |                        |                        |                        |                        |                        |                        |                        |                        |                        |                        |                        |                        |                        | 42                     |
| 6                      | Cora Schumacher        |                        |                        |                        |                        |                        |                        |                        |                        |                        |                        |                        |                        |                        |                        |                        |                        | 36                     |
| 7                      | Steffen Schwan         |                        |                        |                        |                        |                        |                        |                        |                        |                        |                        |                        |                        |                        |                        |                        |                        | 36                     |
| 8                      | Markus Spitzenberger   |                        |                        |                        |                        |                        |                        |                        |                        |                        |                        |                        |                        |                        |                        |                        |                        | 23                     |
| 9                      | Alf Ahrens             |                        |                        |                        |                        |                        |                        |                        |                        |                        |                        |                        |                        |                        |                        |                        |                        | 7                      |
| 10                     | Jeremy Krüger          |                        |                        |                        |                        |                        |                        |                        |                        |                        |                        |                        |                        |                        |                        |                        |                        | 5                      |
| Classe Production 2    |                        |                        |                        |                        |                        |                        |                        |                        |                        |                        |                        |                        |                        |                        |                        |                        |                        |                        |
| 1                      | Pavel Lefterov         |                        |                        |                        |                        |                        |                        |                        |                        |                        |                        |                        |                        |                        |                        |                        |                        | 104                    |
| 2                      | Heiko Fulsche          |                        |                        |                        |                        |                        |                        |                        |                        |                        |                        |                        |                        |                        |                        |                        |                        | 61                     |
| 3                      | Kevin Metzner          |                        |                        |                        |                        |                        |                        |                        |                        |                        |                        |                        |                        |                        |                        |                        |                        | 44                     |
| 4                      | Matthias Meyer         |                        |                        |                        |                        |                        |                        |                        |                        |                        |                        |                        |                        |                        |                        |                        |                        | 43                     |
| 5                      | Thomas Fulsche         |                        |                        |                        |                        |                        |                        |                        |                        |                        |                        |                        |                        |                        |                        |                        |                        | 40                     |
| 6                      | Thomas Mühlenz         |                        |                        |                        |                        |                        |                        |                        |                        |                        |                        |                        |                        |                        |                        |                        |                        | 20                     |
| 7                      | John Kevin Grams       |                        |                        |                        |                        |                        |                        |                        |                        |                        |                        |                        |                        |                        |                        |                        |                        | 18                     |
| Pos.                   | Pilota                 | OSC                    | OSC                    | SAC                    | SAC                    | ZAN                    | ZAN                    | OSC                    | OSC                    | RBR                    | RBR                    | NÜR                    | NÜR                    | ZOL                    | ZOL                    | SPA                    | SPA                    | Punti                  |

| Colore  | Risultato             |
| ------- | --------------------- |
| Oro     | Vincitore             |
| Argento | 2º posto              |
| Bronzo  | 3º posto              |
| Verde   | Finito a punti        |
| Blu     | Finito senza punti    |
| Viola   | Ritirato (Rit)        |
| Viola   | Non classificato (NC) |
| Rosso   | Non qualificato (NQ)  |
| Nero    | Squalificato (SQ)     |
| Bianco  | Non partito (NP)      |
| Bianco  | Non ha gareggiato     |
| Bianco  | Infortunato (INF)     |
| Bianco  | Escluso (ES)          |
| Bianco  | Gara cancellata (C)   |

#### Classifiche scuderie
| Pos.                   | Scuderia               | OSC                    | OSC                    | SAC                    | SAC                    | ZAN                    | ZAN                    | OSC                    | OSC                    | RBR                    | RBR                    | NÜR                    | NÜR                    | ZOL                    | ZOL                    | SPA                    | SPA                    | Punti                  |
| Classe Superproduction | Classe Superproduction | Classe Superproduction | Classe Superproduction | Classe Superproduction | Classe Superproduction | Classe Superproduction | Classe Superproduction | Classe Superproduction | Classe Superproduction | Classe Superproduction | Classe Superproduction | Classe Superproduction | Classe Superproduction | Classe Superproduction | Classe Superproduction | Classe Superproduction | Classe Superproduction | Classe Superproduction |
| ---------------------- | ---------------------- | ---------------------- | ---------------------- | ---------------------- | ---------------------- | ---------------------- | ---------------------- | ---------------------- | ---------------------- | ---------------------- | ---------------------- | ---------------------- | ---------------------- | ---------------------- | ---------------------- | ---------------------- | ---------------------- | ---------------------- |
| 1                      | Vuković Motorsport I   |                        |                        |                        |                        |                        |                        |                        |                        |                        |                        |                        |                        |                        |                        |                        |                        | 142                    |
| 2                      | Wolf Racing            |                        |                        |                        |                        |                        |                        |                        |                        |                        |                        |                        |                        |                        |                        |                        |                        | 132                    |
| 3                      | BASTUCK Motorsport     |                        |                        |                        |                        |                        |                        |                        |                        |                        |                        |                        |                        |                        |                        |                        |                        | 66                     |
| 4                      | Caisley AEG ID         |                        |                        |                        |                        |                        |                        |                        |                        |                        |                        |                        |                        |                        |                        |                        |                        | 52                     |
| 5                      | Team Dombek            |                        |                        |                        |                        |                        |                        |                        |                        |                        |                        |                        |                        |                        |                        |                        |                        | 50                     |
| 6                      | Vuković Motorsport II  |                        |                        |                        |                        |                        |                        |                        |                        |                        |                        |                        |                        |                        |                        |                        |                        | 23                     |
| Classe Production 1    |                        |                        |                        |                        |                        |                        |                        |                        |                        |                        |                        |                        |                        |                        |                        |                        |                        |                        |
| 1                      | Mini Racing Team       |                        |                        |                        |                        |                        |                        |                        |                        |                        |                        |                        |                        |                        |                        |                        |                        | 134                    |
| 2                      | IMC Motorsport I       |                        |                        |                        |                        |                        |                        |                        |                        |                        |                        |                        |                        |                        |                        |                        |                        | 125                    |
| 3                      | Glatzel Racing I       |                        |                        |                        |                        |                        |                        |                        |                        |                        |                        |                        |                        |                        |                        |                        |                        | 117                    |
| 4                      | Caisley AEG ID         |                        |                        |                        |                        |                        |                        |                        |                        |                        |                        |                        |                        |                        |                        |                        |                        | 36                     |
| 5                      | Glatzel Racing II      |                        |                        |                        |                        |                        |                        |                        |                        |                        |                        |                        |                        |                        |                        |                        |                        | 34                     |
| 6                      | IMC Motorsport II      |                        |                        |                        |                        |                        |                        |                        |                        |                        |                        |                        |                        |                        |                        |                        |                        | 23                     |
| Classe Production 2    |                        |                        |                        |                        |                        |                        |                        |                        |                        |                        |                        |                        |                        |                        |                        |                        |                        |                        |
| 1                      | Konrad Motorsport      |                        |                        |                        |                        |                        |                        |                        |                        |                        |                        |                        |                        |                        |                        |                        |                        | 124                    |
| 2                      | HTF Motorsport I       |                        |                        |                        |                        |                        |                        |                        |                        |                        |                        |                        |                        |                        |                        |                        |                        | 92                     |
| 3                      | HTF Motorsport II      |                        |                        |                        |                        |                        |                        |                        |                        |                        |                        |                        |                        |                        |                        |                        |                        | 58                     |
| Pos.                   | Scuderia               | OSC                    | OSC                    | SAC                    | SAC                    | ZAN                    | ZAN                    | OSC                    | OSC                    | RBR                    | RBR                    | NÜR                    | NÜR                    | ZOL                    | ZOL                    | SPA                    | SPA                    | Punti                  |

| Colore  | Risultato             |
| ------- | --------------------- |
| Oro     | Vincitore             |
| Argento | 2º posto              |
| Bronzo  | 3º posto              |
| Verde   | Finito a punti        |
| Blu     | Finito senza punti    |
| Viola   | Ritirato (Rit)        |
| Viola   | Non classificato (NC) |
| Rosso   | Non qualificato (NQ)  |
| Nero    | Squalificato (SQ)     |
| Bianco  | Non partito (NP)      |
| Bianco  | Non ha gareggiato     |
| Bianco  | Infortunato (INF)     |
| Bianco  | Escluso (ES)          |
| Bianco  | Gara cancellata (C)   |

#### Classifica piloti gentlemen
| Pos. | Pilota          | OSC | OSC | SAC | SAC | ZAN | ZAN | OSC | OSC | RBR | RBR | NÜR | NÜR | ZOL | ZOL | SPA | SPA | Punti |
| ---- | --------------- | --- | --- | --- | --- | --- | --- | --- | --- | --- | --- | --- | --- | --- | --- | --- | --- | ----- |
| 1    | Dirk Lauth      |     |     |     |     |     |     |     |     |     |     |     |     |     |     |     |     | 94,54 |
| 2    | Franjo Kovac    |     |     |     |     |     |     |     |     |     |     |     |     |     |     |     |     | 46,64 |
| 3    | Reinhard Nehls  |     |     |     |     |     |     |     |     |     |     |     |     |     |     |     |     | 32,33 |
| 4    | Kai Jordan      |     |     |     |     |     |     |     |     |     |     |     |     |     |     |     |     | 15,71 |
| 5    | Bernhard Wagner |     |     |     |     |     |     |     |     |     |     |     |     |     |     |     |     | 11,20 |
| 6    | Steffen Schwan  |     |     |     |     |     |     |     |     |     |     |     |     |     |     |     |     | 5,10  |
| 7    | Alf Ahrens      |     |     |     |     |     |     |     |     |     |     |     |     |     |     |     |     | 1,67  |
| Pos. | Pilota          | OSC | OSC | SAC | SAC | ZAN | ZAN | OSC | OSC | RBR | RBR | NÜR | NÜR | ZOL | ZOL | SPA | SPA | Punti |

| Colore  | Risultato             |
| ------- | --------------------- |
| Oro     | Vincitore             |
| Argento | 2º posto              |
| Bronzo  | 3º posto              |
| Verde   | Finito a punti        |
| Blu     | Finito senza punti    |
| Viola   | Ritirato (Rit)        |
| Viola   | Non classificato (NC) |
| Rosso   | Non qualificato (NQ)  |
| Nero    | Squalificato (SQ)     |
| Bianco  | Non partito (NP)      |
| Bianco  | Non ha gareggiato     |
| Bianco  | Infortunato (INF)     |
| Bianco  | Escluso (ES)          |
| Bianco  | Gara cancellata (C)   |